# Cecil H. Underwood
Cecil Harland Underwood, född 5 november 1922 i Tyler County i West Virginia, död 24 november 2008 i Charleston i West Virginia, var en amerikansk republikansk politiker. Han var West Virginias guvernör 1957–1961 och 1997–2001.
Underwood studerade vid Salem College och West Virginia University. Han efterträdde 1957 William C. Marland som West Virginias guvernör och efterträddes 1961 av Wally Barron. År 1997, efter en paus på 36 år, tillträdde han på nytt som guvernör och efterträddes 2001 av Bob Wise. Underwood kandiderade 1960 utan framgång till USA:s senat.